# 外展社會工作
青少年外展社會工作，簡稱外展，是自1979年起，香港主要的邊緣青少年服務之一。服務模式主要參考當時西方國家的街頭工作(Street Work)，包括YMCA在英國倫敦推行的離散工作 (Detached Youth Work) 、美國福利議會在紐約進行的街頭群黨工作(Street Gangs Work)以及康樂輔導(Play leadership)。 
外展意即指派人員至機構外的服務或工作。顧名思義並非留守於辦公室等待青少年上門的服務，外展社工會主動到社區上的球場、公園、遊行機中心、速食店及網吧等青少年喜歡聚集的場地，結識社區上的青少年，並為有需要的青少年提供輔導及活動。　當年多套電視劇集均以此為題材，計有伍衛國、劉松仁主演的《北斗星》，周潤發演出的《北斗雙雄》。　外展社工開始廣為市民認識，可惜劇集內容過份渲染，與現實有不少的距離。

## 服務
外展社工在社區主動接觸時常流連街頭﹐容易受不良影響的青少年﹐提供輔導和指引。這些青少年通常都互相認識，他們可能是同學、鄰居、或是多年老友，甚至他們的成長、生活及家庭背景亦相約。這些一致性令他們更容易凝聚在一起，同時亦較為容易為他們安排小組活動。社工藉鼓勵小組內成員之間正面的互動、支援、鼓勵和分享，更有效地幫助他們健康成長
香港政府資助的外展社會工作服務，由非政府機構派出外展社工在社區，主張接觸那些通常不大參與傳統的社交或青少年活動，並且容易受不良影響的6至24歲青少年，提供輔導和指引。

服務對象：邊緣青少年
服務時間：10:00AM-10:00PM

## 工作階段
外展工作一般包含四個階段：
1. 確認階段：這階段的主要目標是確定目標組群或對象，了解地區概況及特色，發展地區資源和發展及建立外展隊的地區形象。
2. 初步接觸階段：當外展社工或外展團隊確立了目標工作據點，確定了目標對象或組群後社工開始目標組群或對象進行初步接觸，從而了解目標對象現時的處境與困難，確立外展社工在他們心目中的形象。
3. 社交關係階段：社工與目標對象進行初步接觸後，其主要工作目標是維持以及服務對象正面的關係、了解目標小組的情況與動態，從而認清服務對象的問題與需要，確立社工的社工角色，為日後的專業輔導關係打好基礎。
4. 協助關係階段：這時服務對象與外展社工已建立有效的溝通及聯繫，服務對象能清晰界定社工的角色，並會主動向社工尋求協助。社工主要目標是引入服務對象參與對其問題的評估，鼓勵服務對象參與介入計劃，以及正式啟動及執行介入計劃。
5. 終結階段：社工的介入目標理應已達成，或服務對象因著不同原因而拒絕或不能繼續服服務。檢討及評估相關的服務成效。

## 服務發展
鄰近香港的澳門，社會情況和特性與香港十分接近，澳門特區政府已於2001年開始在香港社會服務機構支持下開展了外展邊青服務，並且聘用香港機構富外展經驗的社工為顧問，協助澳門本地機構開展服務。星加坡、上海、廣州、中山及深圳等地亦積極探討實施服務於當地的可行性，並派出不少青年工作者到香港考察外展服務。時至今日，外展服務仍在成長中，尋覓更有效輔導青少年的方法。

## 相关影视作品
電視劇
- 香港電視廣播有限公司電視劇《北斗雙雄》
- 香港有線電視 時事寬頻 《走在邊緣上》
- 香港電台 兩代之間 《回家吧!年輕人!》